# Nichat
Le Nichat est un ruisseau français, qui coule dans le département de l'Indre, en région Centre-Val de Loire.

## Géographie
Long de 5,6 km, il naît sur le territoire de la commune de Baudres. Son confluent avec le Céphons est situé aussi sur le territoire de la commune de Baudres.
Le Nichat traverse le département de l'Indre, en passant par la commune de Baudres.

## Hydrologie
Le ruisseau ne possède pas d’affluent.

## Loisirs

### Pêche et poissons
Le cours d'eau est de deuxième catégorie ; les poissons susceptibles d’être péchés sont : ablette, barbeau commun, black-bass à grande bouche, brème, brochet, carassin, gardon, goujon, perche, poisson-chat, rotengle, sandre, silure et tanche.